# Hypsugo musciculus
Hypsugo musciculus es una especie de murciélago de la familia Vespertilionidae.

## Distribución geográfica
Se encuentra en Sierra Leona Ghana Camerún Gabón Congo y República Democrática del Congo.